# Estación de Güttingen
La estación de Güttingen es una estación ferroviaria de la comuna suiza de Güttingen, en el Cantón de Turgovia.

## Historia y ubicación
La estación de Güttingen fue inaugurada en 1871 con la puesta en servicio del tramo Constanza - Romanshorn de la línea Seelinie Schaffhausen - Rorschach por el Schweizerische Nordostbahn (NOB). La compañía pasaría a ser absorbida por los SBB-CFF-FFS en 1902.
La estación se encuentra ubicada en el noreste del núcleo urbano de Güttingen. Cuenta con dos andenes centrales a los que acceden dos vías pasantes, a las que hay que sumar una vía muerta.
En términos ferroviarios, la estación se sitúa en la línea Schaffhausen - Rorschach. Sus dependencias ferroviarias colaterales son la estación de Altnau hacia Schaffhausen y la estación de Kesswil en dirección Rorschach.

## Servicios ferroviarios
Los servicios ferroviarios de esta estación están prestados por SBB-CFF-FFS:

### S-Bahn San Galo
En la estación efectúan parada los trenes de cercanías de dos líneas de la red S-Bahn San Galo:
- S 3 San Galo Haggen – San Galo – Wittenbach – Romanshorn - Kreuzlingen - Stein am Rhein - Schaffhausen
- S 8 Schaffhausen - Stein am Rhein – Kreuzlingen – Romanshorn - Rorschach